# 新北京 (印第安納州)
新北京（英語：New Pekin）是一個位於美國印地安納州華盛頓縣的城鎮。

## 人口
根據2010年美國人口普查的數據，新北京的面積為6.23平方千米，當中陸地面積為6.17平方千米，而水域面積為0.06平方千米。當地共有人口1401人，而人口密度為每平方千米225人。